# درو سميث
درو سميث (بالإنجليزية: Drew Smith)‏ هو سياسي بريطاني، ولد في 1950. حزبياً، نشط في حزب العمال الاسكوتلندي ‏ وحزب العمال. في الانتخابات النيابية العمومية الاسكتلندية 2011 ‏، انتخب عضو البرلمان الاسكتلندي الرابع ‏ عن دائرة Glasgow (Scottish Parliament electoral region) ‏ وقد انضم خلال فترته النيابية ‏ (5 مايو 2011 – 24 مارس 2016) للكتلة البرلمانية حزب العمال الاسكوتلندي ‏.